# 打樁機 (性姿勢)
打桩机是一种性交体位。该体位因類似打樁機向下打樁的樣子而命名，男女在以该体位進行性交時，女方以类似瑜伽犁式的姿势仰卧，而男方则站在上方，将阴茎或其他物体向下插入女方的阴道或肛门内。这个姿势对男女雙方来说都是相当费力，特別對女方来说尤其如此。